# 全国民主运动
全国民主运动是菲律宾的一个左翼伞状政治联盟，包含众多进步政治团体。该联盟起源于1960年代末—1970年代初的反对当时的菲律宾总统马科斯实行的独裁统治的斗争。该联盟的意识形态为社会主义、共产主义、进步主义、左翼民族主义、反帝国主义。